# 拜伦·贝克
A·拜伦·贝克（英語：A. Byron Beck，1945年1月25日—），美国NBA联盟前职业篮球运动员。他在1967年的NBA选秀中第2轮第15顺位被芝加哥公牛选中。